# Missile Football Club
El Missile Football Club és un club de futbol gabonès de la ciutat de Libreville.

## Referències

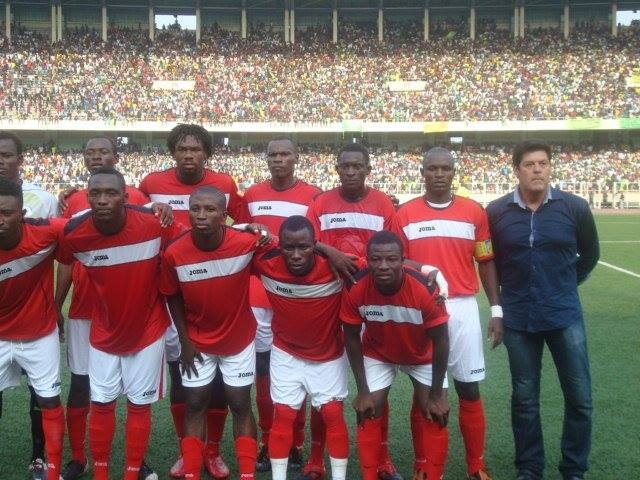
Missile FC.

## Palmarès
- Lliga gabonesa de futbol:[3]
  - 2010–11